# Arnold Zimmerman
Arnold Zimmerman (1954-2021), también conocido como Arnie Zimmerman, fue un escultor y ceramista estadounidense. Su obra abarcó desde lo monumental a la miniatura, y desde lo abstracto a lo figurativo, abarcando formas de vasijas totémicas, esculturas y figuras de mesa, murales e instalaciones del tamaño de una habitación. Fue parte de un cambio de varias décadas en la cerámica estadounidense durante el siglo XX, durante el cual los artistas desafiaron la identificación de la arcilla con la función y la artesanía, involucrando dominios de las bellas artes como la expresión emocional, el comentario                                                                                                                                                                                                                                                                                                                                                                                                                                                                                                                                                                                                                                           social, la figuración y la narrativa.                                                                                                                                                                                                                                                                                                                                                                                                                                                                                                                                                                                                                                                                                                                                                                                                                                                                                                                                                                                                                                                                                                                                                                                                                                                                                                                                                                                                                                                                                                                                                                                                                                                                                                                                                                                                                                                                                                                                                                                                                                                                                                                                                                                                                                                                                                                                                                                                                                                                                                                                                                                                                                                                                                                                                                                                                                                                                                                                                                                                                                                                                                                                                                                                                                                                                                                                                                                                                                                                                                                                                                                                                                                                                                                                                                                                                                                                                                                                                                                                                                                                                                                                                                                                                                                                                                                                                                                                                                                                                                                                                                                                                                                                                                                                                                                                                                                                                                                                                                                                                                                                                                                                                                                                                                                                                                                                              Zimmerman ganó reconocimiento por primera vez en la década de 1980 por sus esculturas arquitectónicas profundamente talladas, caracterizadas por una fisicalidad áspera, superficies rítmicas, presencia gestual e influencias románicas italianas. A mediados de los años 1990, pasó a una obra figurativa que, como escribió el crítico Donald Kuspit, examinaba la interacción entre el hombre finito y la materia infinita, el artista y la obra creativa: "Hay una sensación de futilidad y locura, así como un idealismo y una inocencia aparentemente sin sentido, incorporados en las parábolas de Zimmerman sobre lo demasiado humano".
El arte de Zimmerman forma parte de las colecciones públicas del Museo Metropolitano de Arte, el Museo de Arte del Condado de Los Ángeles, el Museo Smithsonian de Arte Americano, y el Museo de Brooklyn, entre otros. En 2021, su obra apareció en la exposición del Museo Metropolitano, "Shapes From Out of Nowhere". Recibió becas y premios de organizaciones como el National Endowment for the Arts, la Louis Comfort Tiffany Foundation y la New York Foundation for the Arts. Zimmerman, quien trabajó en un estudio de Brooklyn, Nueva York, durante la mayor parte de su carrera, murió en Hudson, Nueva York, en 2021.

## Vida temprana y carrera
Zimmerman nació el 13 de diciembre de 1954 en Poughkeepsie, Nueva York y creció en Ossining, Nueva York. Fue aprendiz de alfarero en Lincolnshire, Inglaterra, antes de inscribirse en el Instituto de Arte de Kansas City, donde estudió con el artista ceramista Ken Ferguson y obtuvo una licenciatura en Bellas Artes en 1977. Antes de graduarse, Zimmerman estudió talla de piedra en una cantera de piedra caliza de Lacoste, Provenza, Francia, una experiencia que ocupó un lugar destacado en sus primeros trabajos. Continuó sus estudios en el New York State College of Ceramics de la Alfred University, completando un MFA en 1979.
A principios de la década de 1980, Zimmerman se mudó a la ciudad de Nueva York y abrió un estudio en una antigua fábrica de Williamsburg, Brooklyn, en 1983. En su primera década profesional, apareció en importantes muestras de cerámica en el Museo de Artesanía Contemporánea, SUNY Stonybrook, el Museo Americano de Artesanía, el Museo de Arte de Seattle y el Museo Nacional de Arte Cerámico, entre otros. Cinco de sus obras monumentales también fueron seleccionadas por el Museo de Arte Everson —famoso por su colección de cerámica— para adornar la entrada principal de su edificio. Durante ese período, conoció a su esposa, Ann Rosenthal, miembro de la escena teatral de vanguardia que entonces trabajaba en el espacio de actuación Franklin Furnace.
En su carrera posterior, Zimmerman realizó exposiciones individuales en la Galería Garth Clark, el Museo de Arte Contemporáneo Daum, el de Arte Contemporáneo Sherry Leedy, el Museu do Azulejo, el Centro Cultural Snug Harbor,la Cerámica Greenwich House, y el Museo de la Escuela de Diseño de Rhode Island (RISD), entre otros. Su obra también apareció en muestras del Museo de Arte de Katonah, el Museo de Arte de Islip, el Museo de Arte Neuberger, y el Museo de Arte Contemporáneo Kemper.

## Trabajo y recepción
El arte de Zimmerman encarnó el movimiento de la cerámica hacia la corriente principal de la escultura contemporánea a través de sucesivos cuerpos de trabajo que exploraban la abstracción modernista, la expresión figurativa y los temas morales y filosóficos. Se basó en una amplia gama de fuentes históricas del arte, desde el románico toscano y la arquitectura gótica portuguesa manuelina hasta artistas humanistas como Pieter Bruegel y Honoré Daumier y el cubismo analítico. En la década de 1980, Zimmerman recibió por primera vez reconocimiento por obras monolíticas que combinaban elementos de escultura monumental, figurativa y en relieve con la tradición de los recipientes de cerámica. En la década de 1990, su obra se volvió cada vez más fantástica, empleando modelados y esmaltados intrincados en esculturas antropomórficas y, finalmente, cuadros narrativos de múltiples figuras. La historiadora de arte Judy Collischan relacionó esta escultura con la obra de El Bosco y Bruegel, escribiendo: "La fascinación de Zimmerman por la exageración y lo extraño... está en línea con lo grotesco, una forma decorativa de arte que entrelaza elementos de fuentes humanas, animales y de follaje... Hay una mezcla de humor con deformidad [que] combina la forma antropomórfica con un contenido moralizante que relata una lección sobre la pretensión y la locura". Con la extensa instalación de 200 piezas, Inner City (2007-10), Zimmerman transformó estos cuadros en ciudades y poblaciones enteras.

### Escultura monumental temprana
Las primeras obras monumentales de Zimmerman en loza azul, rosa, verde y tostado emplearon una escala exagerada, relieves tallados y una figuración implícita con una dualidad cuerpo/vasija. Los críticos describieron las enormes piezas como masculinas, musculosas y expresivas. Zimmerman los construyó a mano en paredes o bobinas gruesas, de tres a cinco pulgadas, que se secaron y cocieron lentamente, lo que permitió un tallado profundo. Sus formas dominantes, influenciadas por las columnas y pilastras de piedra románicas, se alejaban de la estructura simétrica de cuello, hombros y vientre de las vasijas convencionales, utilizando proporciones exageradas y posturas retorcidas y onduladas que capturaban el movimiento humano en formas que los escritores describieron como inquietantes, humorísticas y con género.
Zimmerman dinamizó su obra con formas abstractas y geométricas talladas, rítmicas y similares a rebuses, crestas, símbolos y motivos curvilíneos, así como superficies primarias que mostraban evidentes marcas de dedos, raspaduras y líneas de paleta. La crítica del New York Times, Helen Harrison, escribió que la escultura tenía "una presencia misteriosa e imponente... como enormes objetos ceremoniales creados por alguna cultura desconocida [cuyas] marcas simbólicas... parecen indicar significados ocultos que sólo los iniciados pueden descifrar. La rugosidad del cuerpo de arcilla y las ondulaciones toscamente formadas de la forma contribuyen a la sensación de misterio primitivo". A finales de la década de 1980, Zimmerman pasó de las vasijas a estructuras con forma de columna, puerta y arco con formas talladas más representativas que hacían referencia a los estilos arquitectónicos de la antigua Creta, Oriente Medio y el Portugal manuelino (por ejemplo, Arch, 1988).

### Escultura figurativa
La década de 1990 fue una década de mayor experimentación formal para Zimmerman, que se extendió a figuras, piezas de mesa, obras de fuentes y azulejos y cuadros de múltiples figuras. Los viajes influyeron mucho en él, incluida una residencia en la fábrica de azulejos Sant'Anna en Portugal, donde exploró la tradición decorativa del azulejo, que a menudo presenta motivos exóticos o grotescos de plantas, criaturas y motivos marítimos. Su trabajo allí dio como resultado una serie de tótems coloridos, atenuados y aplanados cuyas imágenes caprichosas (que incorporaban motivos elementales y símbolos condensados como insignias de comerciantes) insinuaban de diversas maneras figuras fantásticas o heráldica.
Estos enfoques figurativos sentaron las bases para una serie de esculturas del tamaño de pedestales y mesas que los críticos describieron como "extrañas divisiones entre máquina y carne" que unen sus esculturas monumentales con su trabajo narrativo posterior. Emplearon colores sutiles, gruesas capas de esmalte y marañas de arcilla manipulada que transmitían intimidad, individualidad e inmediatez vulnerable y orgánica en contraste con las cualidades crudas, hercúleas y comunitarias de su obra anterior. Piezas como Venus I o Vapor (ambas de 1992) combinaban una corporalidad incómoda con elementos de propósito mecánico (ruedas, cadenas, ejes, fuentes), creando una presencia híbrida e inquietante. La crítica de cerámica estadounidense Judy Clowes los llamó "objetos de tremendo poder e intriga [que] parecen retorcerse y supurar silenciosamente... Su extrañeza ligeramente amenazante evoca simultáneamente los temores de un crecimiento tumoral y de una maquinaria enloquecida". Al describir una columna de esferas supurantes de tonos terrosos estranguladas por glóbulos y proyectiles en expansión ( Marváo II ), la crítica Vanessa Lynn sugirió que esta obra exploraba la energía creativa, bloqueada o aprovechada (como en el tubo lineal retorcido y triunfante de Pé de Marváo ).
A mediados de la década de 1990, Zimmerman pasó de obras totémicas a piezas metafóricas de porcelana cocida a la sal en la tradición de figuras modeladas que representaban figuras amorfas, similares a pólipos, retorciéndose en travesuras sexuales o violencia (por ejemplo, The Ferry o Fool's Paradise, ambas de 1996). Estas obras de múltiples figuras dieron lugar a la pieza de terracota sin esmaltar de 12 pies de ancho, Fool's Congress Part 2 (1999), un coro macabro de formas verticales semiabstractas coronadas por cabezas rudimentarias y conectadas por extremidades tubulares y zarcillos; los personajes de arcilla roja "ardientes" de hipocresía y vergüenza tenían la intención de transmitir sensaciones de pretensión, inofensividad y extrañeza. Las obras posteriores de múltiples figuras adquirieron una cualidad más figurativa y mítica, al representar a personas pequeñas y vulnerables ocupadas en construir estructuras o monumentos que parecían precarios o destinados a desaparecer en el vacío (por ejemplo, Hell's Gate, 2002; Fool's Ship on Babel, 2003). Donald Kuspit las consideraba parábolas de locura, ambición y absurdo, así como metáforas del proceso creativo, sin embargo, Ellen Paul Denker de American Craft argumentó que no expresaban locura, sino preocupación por la vida diaria y la dignidad de las tareas ordinarias.

#### Ciudad interiory obra posterior
Los intereses de Zimmerman en el trabajo y la ambición humana se materializaron tal vez más plenamente en Inner City (2005-2009), una obra colaborativa que incluyó más de 200 de sus esculturas que el arquitecto Tiago Montepegado diseñó como instalaciones específicas para el Museu da Electricidade (2007, Lisboa), Keramiekmuseum Princessehof (2008, Países Bajos) y el Museo RISD (2009). Las piezas de arcilla, hechas a mano y observadas de cerca, mostraban una proliferación de artesanos liliputienses, objetos (herramientas, vigas en I, escaleras) y elementos arquitectónicos (chimeneas, escaleras, puentes, edificios, pasarelas) dispuestos en cuadrículas y escenarios similares a los de Manhattan (accidentes, contratiempos, falta de comunicación, trabajo y recreación) que funcionaban como fotogramas de películas o imágenes de sueños. Los críticos sugirieron que las instalaciones exploraban las tensiones entre la imprudencia y el asombro de la demolición y la expansión modernas, la individualidad y las limitaciones de las ciudades y estructuras contemporáneas, al tiempo que sugerían una metáfora de la mente. Compararon los temas de la obra con La comedia humana de Balzac, la distopía urbana Metrópolis de Fritz Lang, las películas de Hollywood de la época de la Depresión y con el arte que captura el "pesado lirismo del trabajo humano" de Bruegel, Bosch, James Ensor y Philip Guston.
En 2014, Zimmerman dejó la ciudad de Nueva York y construyó un estudio de última generación en Hudson, donde también crearía un jardín de esculturas y una galería que lleva el nombre de su hija, llamada Izzy's Room. Durante este período, exploró la escultura de figuras clásicas y creó una serie de jardineras al aire libre idiosincrásicas que recordaban formalmente sus primeras vasijas monumentales.

## Premios y colecciones públicas
La obra de Zimmerman pertenece a las colecciones públicas del Alfred Ceramic Art Museum, Brooklyn Museum, Chazen Museum of Art, Daum Museum of Contemporary Art, Detroit Institute of Arts, Everson Museum of Art, Frost Art Museum, Honolulu Museum of Art, Keramiekmuseum Princessehof, Los Angeles County Museum of Art, Metropolitan Museum of Art, Milwaukee Art Museum, Mint Museum of Art, Museum of Arts and Design, Museum of Decorative Arts (Montreal), Museu do Azulejo, Philadelphia Museum of Art, Smithsonian American Art Museum, y Yellowstone Art Museum, entre otros.
Zimmerman recibió becas de la Fundación Louis Comfort Tiffany (2005), la Fundación para las Artes de Nueva York (1999, 1991, 1987), el Fondo Nacional para las Artes (1990, 1986, 1982), y la Comisión de las Artes de Connecticut (1981). Fue galardonado con residencias artísticas por Eschenbach Porzellan (Alemania, 2014-17), World Ceramic Exposition Foundation (Corea, 2005), Shigaraki Ceramic Cultural Park (Japón, 2000), Arts International/ Lila Wallace-Reader's Digest Fund (Portugal, 1992), y el Kohler Arts Industry Program (1991, 1989).